# Ligne de Charleval à Serqueux
La ligne de Charleval à Serqueux est une voie ferrée à écartement standard, sise dans les départements de l'Eure et de la Seine-Inférieure (aujourd'hui Seine-Maritime), établie par la Compagnie des chemins de fer de l'Ouest, puis la Compagnie des chemins de fer de l'État, qui lui succéda. Inauguré dans son intégralité en 1910, ce chemin de fer fut fermé aux voyageurs en 1938 et aux marchandises en 1969. Sa plate-forme est désormais partiellement reconvertie en voie verte.

## Tracé

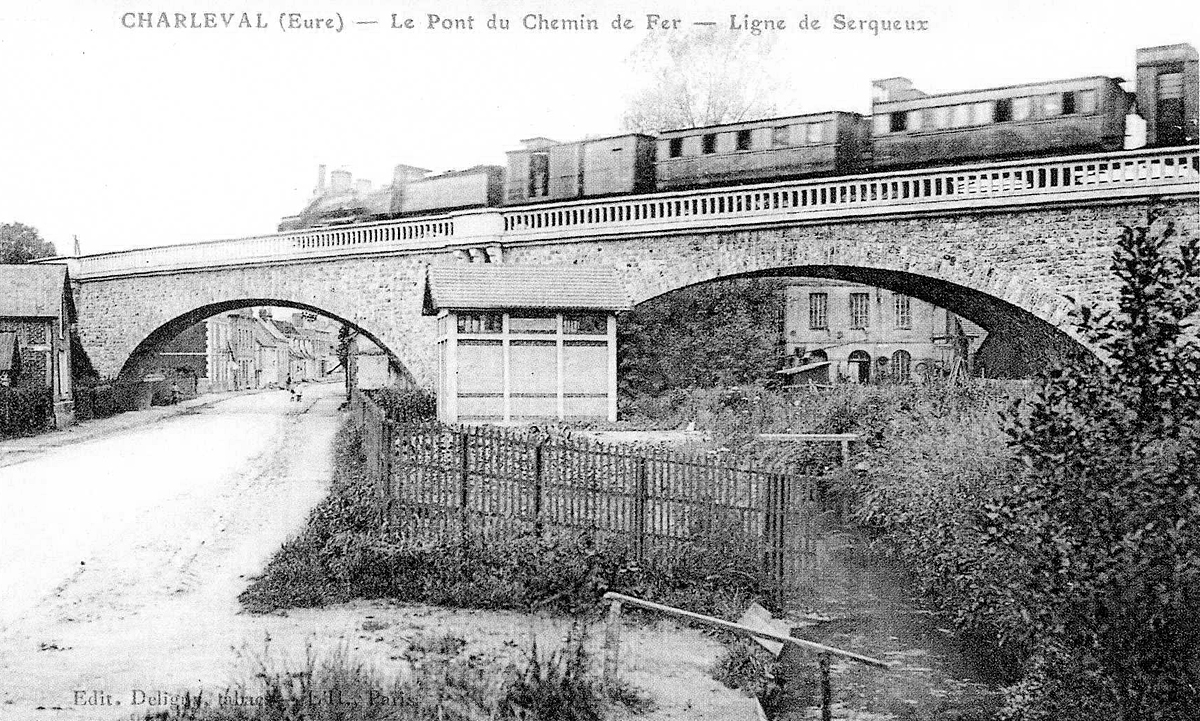
Un train de voyageurs franchit le viaduc de Charleval en direction de Serqueux.

La ligne, construite à voie unique, part de la gare de Charleval localisée dans le département de l'Eure et située sur l'itinéraire reliant Gisors à Pont-de-l'Arche (et au-delà à Rouen). Se détachant de ce dernier, elle remonte  la vallée de l'Andelle par une rampe à peu près constante de 3 à 5 ‰, desservant des communes - Perriers-sur-Andelle, Vascœuil - où se sont installés de petits établissements industriels embranchés. La voie ferrée franchit, peu avant la station de Croisy-sur-Andelle, la limite départementale pour pénétrer en Seine-Inférieure. Maintenant engagée dans la haute vallée de la rivière, elle voit ses rampes s'accentuer (avec une déclivité maximale de 10 ‰) dans la dernière partie du parcours pour se hisser sur les collines du pays de Bray. Au-delà de la gare de Forges-les-Eaux (établissement thermal), la ligne croise à niveau le raccordement de Serqueux-sud et rejoint la station de Serqueux, nœud ferroviaire sur les itinéraires d'Amiens à Rouen géré par la Compagnie des chemins de fer du Nord et de Paris à Dieppe par la Compagnie des chemins de fer de l'Ouest.

## Histoire

### La construction et les débuts de l'exploitation

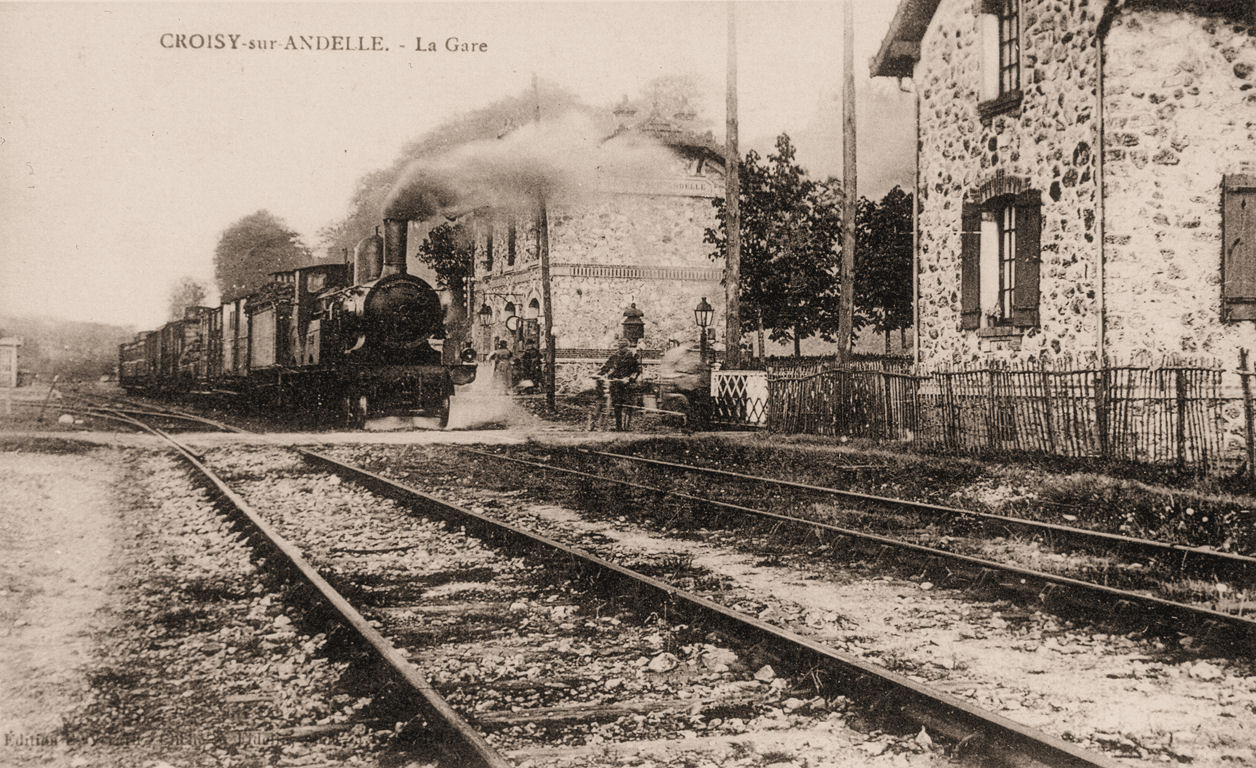
Un train au départ de la gare de Croisy-sur-Andelle

L'histoire de la ligne fut étroitement liée à celle de l'itinéraire transversal de Gisors à Pont-de-l'Arche mis en service le 28 décembre 1868 par la Compagnie du chemin de fer de Pont-de-l'Arche à Gisors qui, après bien des vicissitudes, revint à la Compagnie des chemins de fer de l'Ouest. La même année, avait été remise au Conseil général de l'Eure une pétition réclamant «que le chemin de Gisors à Pont-de-l'Arche soit complété par un embranchement qui, partant de Charleval, le relierait à la station de Morgny-la-Pommeraye, sur la ligne d'Amiens à Rouen», afin notamment de faciliter le transport des charbons du Nord vers les industries de la vallée de l'Andelle. Sans que le lieu exact de sa jonction avec la ligne Rouen-Amiens soit encore déterminé, la section de ligne « de Charleval à la limite de l'Eure, vers la ligne de Rouen à Amiens » est concédée à la Compagnie du chemin de fer d'Orléans à Rouen par une convention signée le 6 novembre 1871 entre le préfet du département de l'Eure et la compagnie. Cette convention est approuvée le 8 août 1873 par un décret qui déclare la ligne d'utilité publique à titre d'intérêt local.
L'itinéraire fut finalement déclaré d'utilité publique, par une loi du 16 juillet 1900, comme ligne d'intérêt général et concédée à la Compagnie des chemins de fer de l'Ouest, avec aboutissement à Serqueux,. Simultanément, les départements de l'Eure et de la Seine-Inférieure avaient accepté de prendre en charge la construction d'un embranchement de Vascœuil à Morgny-la-Pommeraye comme chemin de fer d'intérêt local, mais finirent par y renoncer, pour établir entre ces deux points un service de transports routiers de voyageurs et marchandises.
Les difficultés financières retardèrent la construction de la ligne qui fut mise en service en deux étapes: de Charleval à Vascœuil le 13 juillet 1907, de Vascœuil à Serqueux le 9 juin 1910, la Compagnie des chemins de fer de l'État ayant remplacé la défunte Compagnie de l'Ouest depuis le 1er janvier 1909. Sans doute parce que cette voie ferrée fut la dernière mise en service par la Compagnie de l'Ouest, elle a bénéficié d'une architecture de qualité avec, par exemple, des bâtiments-voyageurs en pierre meulière souligné de parements en briques et aux toitures à pignons coupés.
Jusqu'en 1914, la ligne était desservie par 4 trains omnibus A/R par jour en correspondance avec les convois circulant sur l'itinéraire Gisors - Pont-de-l'Arche. Les 36 kilomètres du parcours étaient accomplis en 1 h 15 à 1 h 20 dans le sens Charleval - Serqueux, en 1 h 05 à 1 h 10 en sens inverse. Le service était assuré par des machines de la Compagnie de l'Ouest du dépôt de Gisors: 021, 120, 130, 220, 120T. Durant la Première Guerre mondiale, le nombre des circulations fut limité à deux allers et retours quotidiens, plus quelques trains de marchandises irréguliers. La ligne voyait passer des convois destinés à alimenter le front de la Somme en ravitaillement, armes et munitions en provenance des ports normands, mais, contrairement à certaines de ses homologues (comme l'itinéraire de Gisors à Pont-de-l'Arche), la voie ne fut pas doublée.

### Des années 1920 à la fermeture

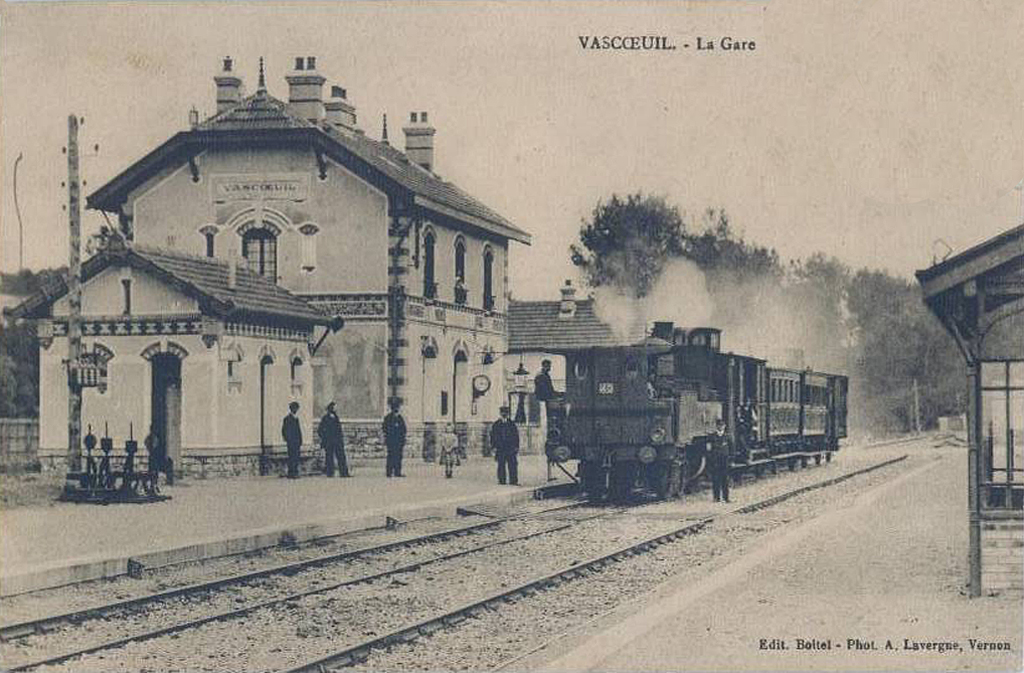
Train en gare de Vascœuil, le locomotive circule tender avant.

La paix revenue, le trafic reprit avec seulement 3 circulations quotidiennes dans chaque sens, De nouvelles machines plus puissantes furent affectées, de manière irrégulière sur la ligne: 140 101/370 de l'État, 230 321/370 d'origine britannique, 140 001/030 de l'Ouest, ce qui permit d'augmenter modestement les temps de parcours (de 5 à 10 minutes). Malgré l'introduction (limitée) en 1934, d'autorails Schneider ou Renault (type VH), le nombre de passagers transportés continuait à baisser, les services voyageurs furent interrompus le 2 octobre 1938, quelques mois après le remplacement des grandes compagnies par la Société nationale des chemins de fer français (SNCF). Durant la  Seconde Guerre mondiale, le service marchandises fut maintenu dans le cadre de circulations intermittentes mais, à partir de 1942, l'installation par les forces allemandes d'un dépôt de munitions dans la forêt près de Croisy-sur-Andelle allait relancer le trafic. L'omnibus assurant, depuis le début de l'Occupation, la liaison du Pont-de-l'Arche à Charleval, fut prolongé jusqu'à Croisy-sur-Andelle pour assurer les déplacements du personnel civil travaillant sur le site militaire; il était assuré par une locomotive 131 TA du dépôt de Rouen-Martainville à laquelle étaient attelées des voitures de banlieue (Paris-Saint-Lazare). La présence du dépôt de munitions, l'utilisation de la ligne, par les forces occupantes, comme itinéraire de contournement du nœud ferroviaire de Rouen via Serqueux, Charleval, le Pont-de-l'Arche, entrainèrent de nombreux bombardements de l'aviation alliée ainsi que des actes de sabotage de la part de la Résistance.
Après la guerre, le service marchandises continua à fonctionner normalement jusqu'au 1er août 1955 date à laquelle la section centrale, entre les gares de Croisy-sur-Andelle et de Nolleval-La Feuillie, fut neutralisée. Cette section fut rétablie de manière temporaire, en 1956, lorsque la ligne servit d'itinéraire de détournement aux trains de marchandises circulant entre Longueau et Sotteville en raison des travaux du tunnel Sainte-Catherine à Rouen. À l'exception de cette période, des locotracteurs assuraient une desserte locale sur les deux antennes Charleval à Croisy-sur-Andelle et Nolleval-La Feuillie à Serqueux. Toutefois, un train circulait en semaine, composé de quelques wagons et remorqué par une BB63000/63500 du dépôt de Sotteville en traversant notamment la commune de Morville sur Andelle; mais le trafic baissant de manière régulière, les deux tronçons furent définitivement fermés le 3 novembre 1969. L'ensemble de la ligne a été déclassée par un décret du 14 janvier 1972 et déferrée à la fin des années 1970. Les autorités ont envisagé de transformer la plate-forme abandonnée en voie verte, prolongeant ainsi l'itinéraire existant entre Arques-la-Bataille et Serqueux et réutilisant les anciennes emprises ferroviaires de la ligne de Paris à Dieppe. Deux tronçons de l'ancienne voie ferrée ont été actuellement aménagés dans le cadre ce prolongement: de Serqueux à l'ancienne gare thermale de Forges-les-Eaux, la voie verte revêtue assure la continuité de l'itinéraire; au-delà du bâtiment-voyageurs, en direction de Charleval, sur une distance d'environ un kilomètre, l'emprise de la ligne se limite à un chemin pédestre praticable à VTT.

## Exploitation

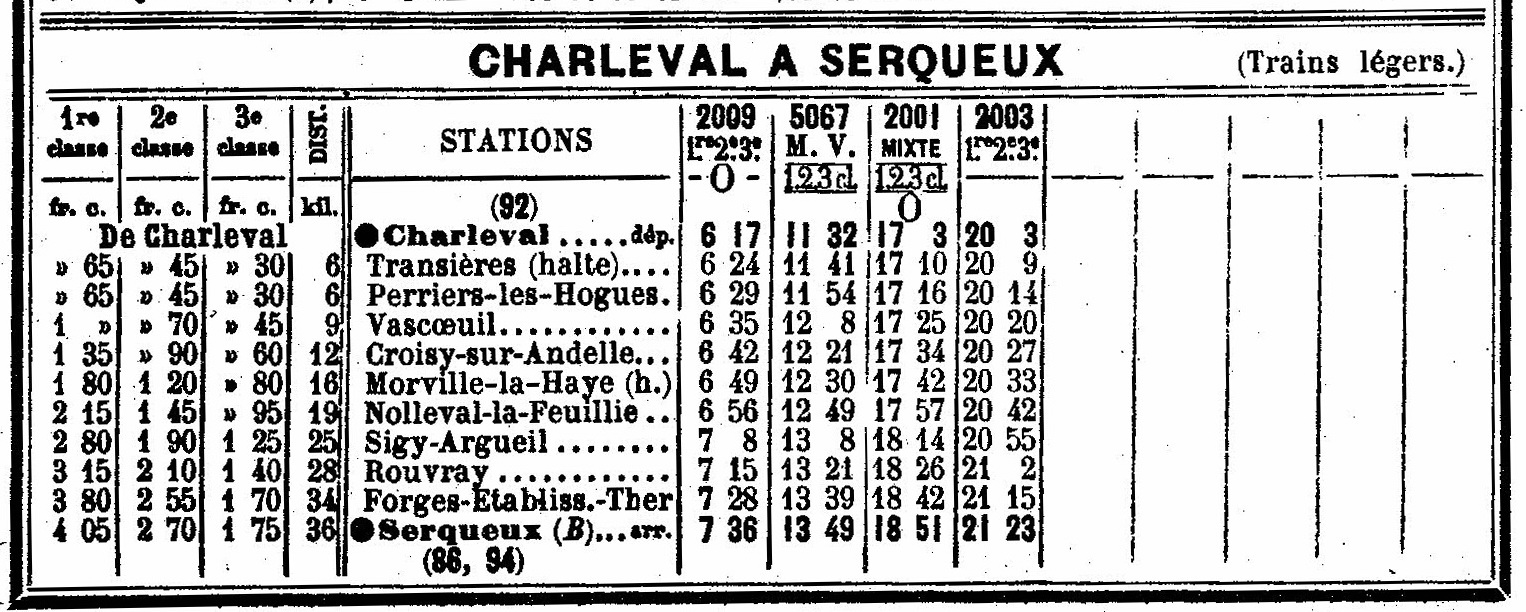
Horaires de la ligne en mai 1914.

## Voyage sur une ligne oubliée

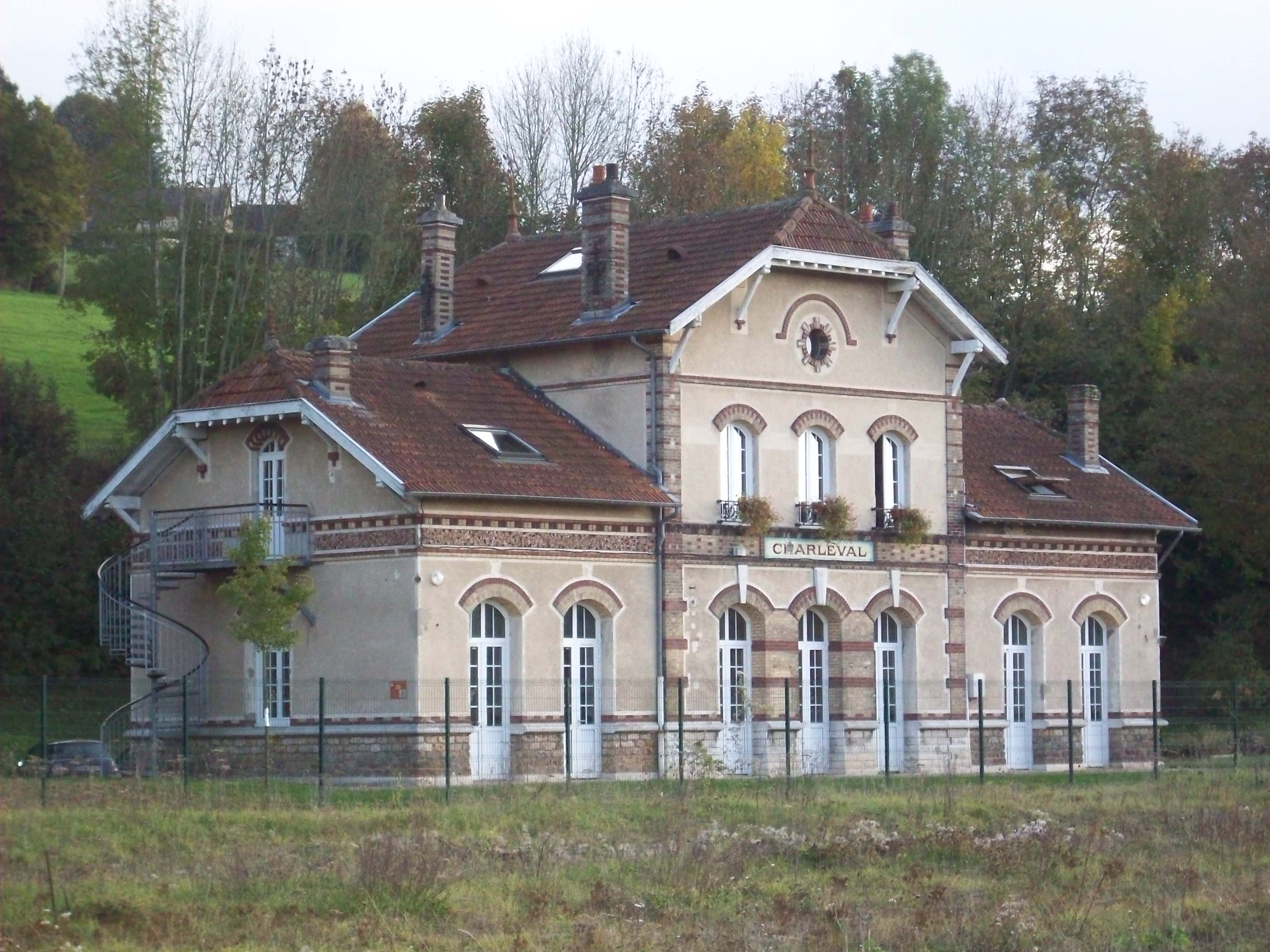
Partant de Charleval, etc.
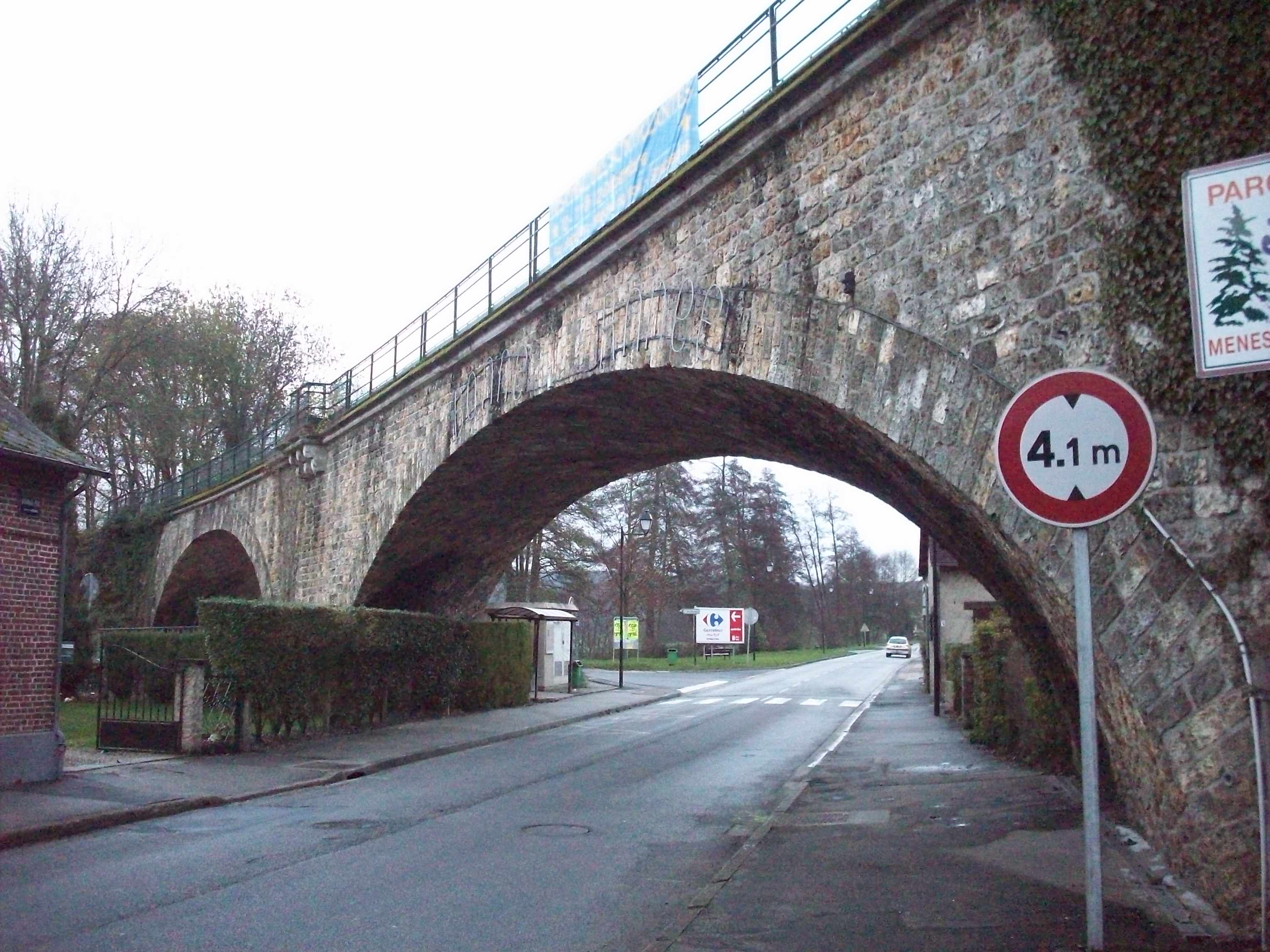
...on franchissait d'abord un court viaduc...
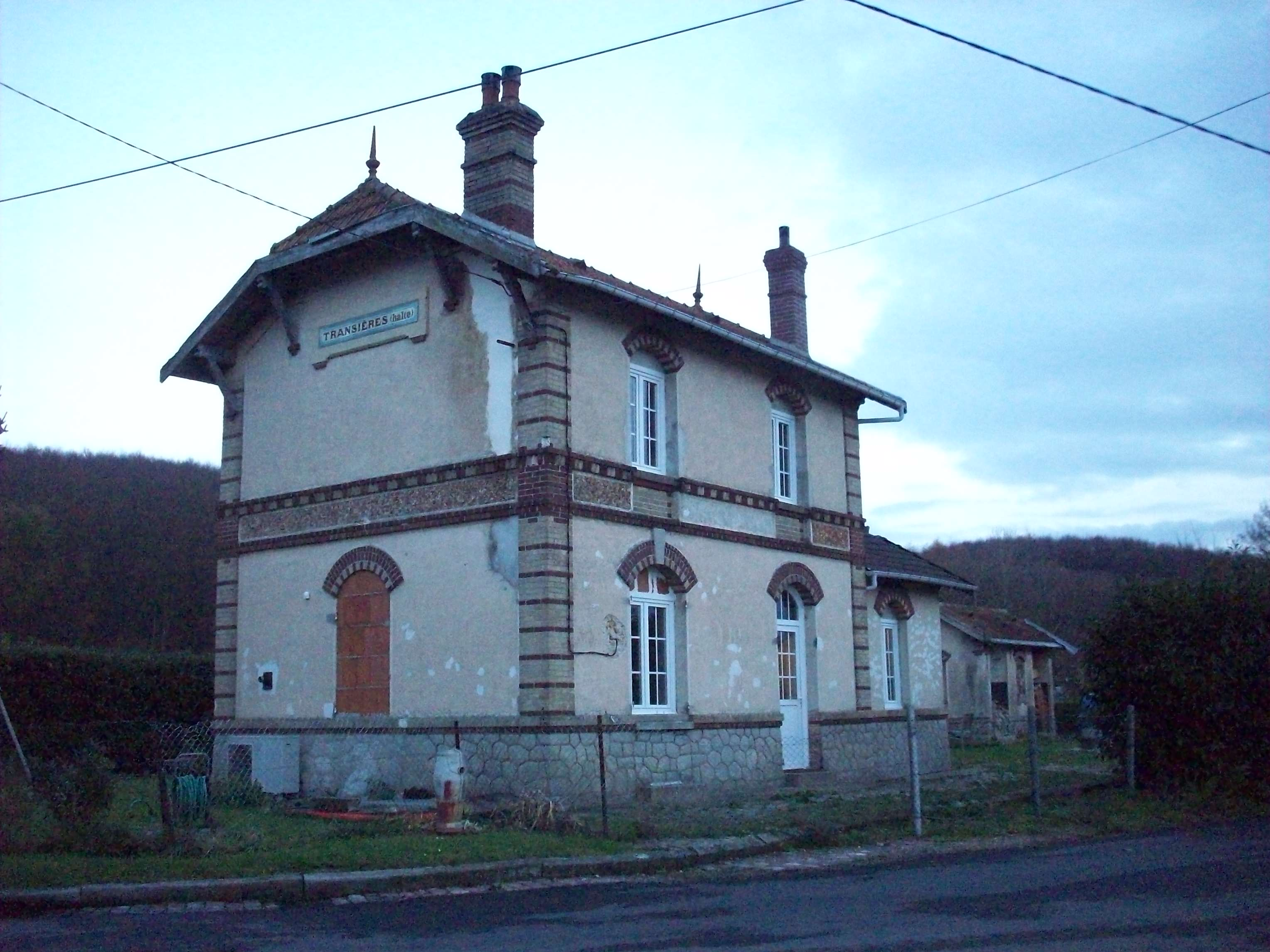
....avant de parvenir à la halte de Transières, etc.
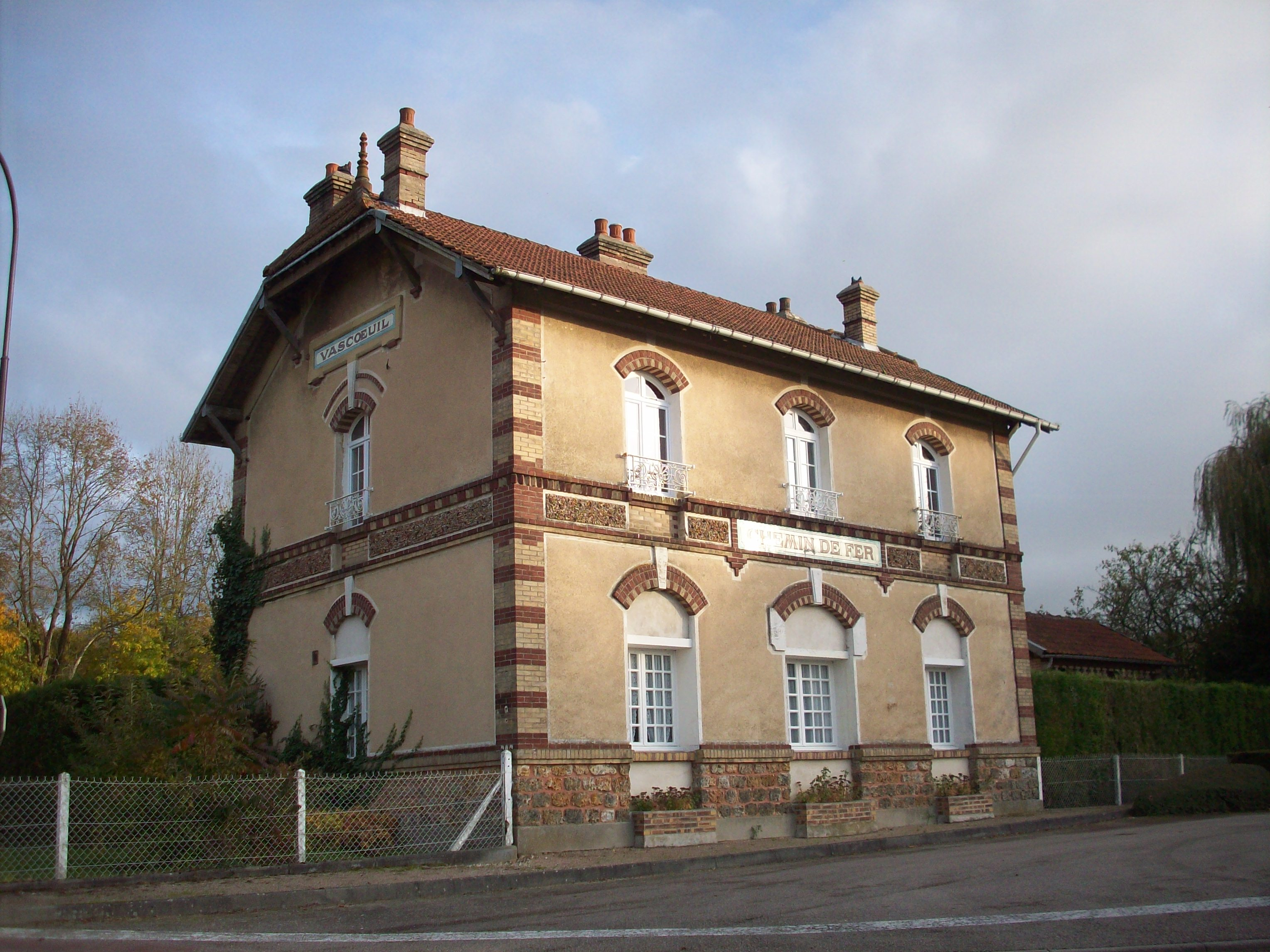
...de s'arrêter en gare de Vascœuil...
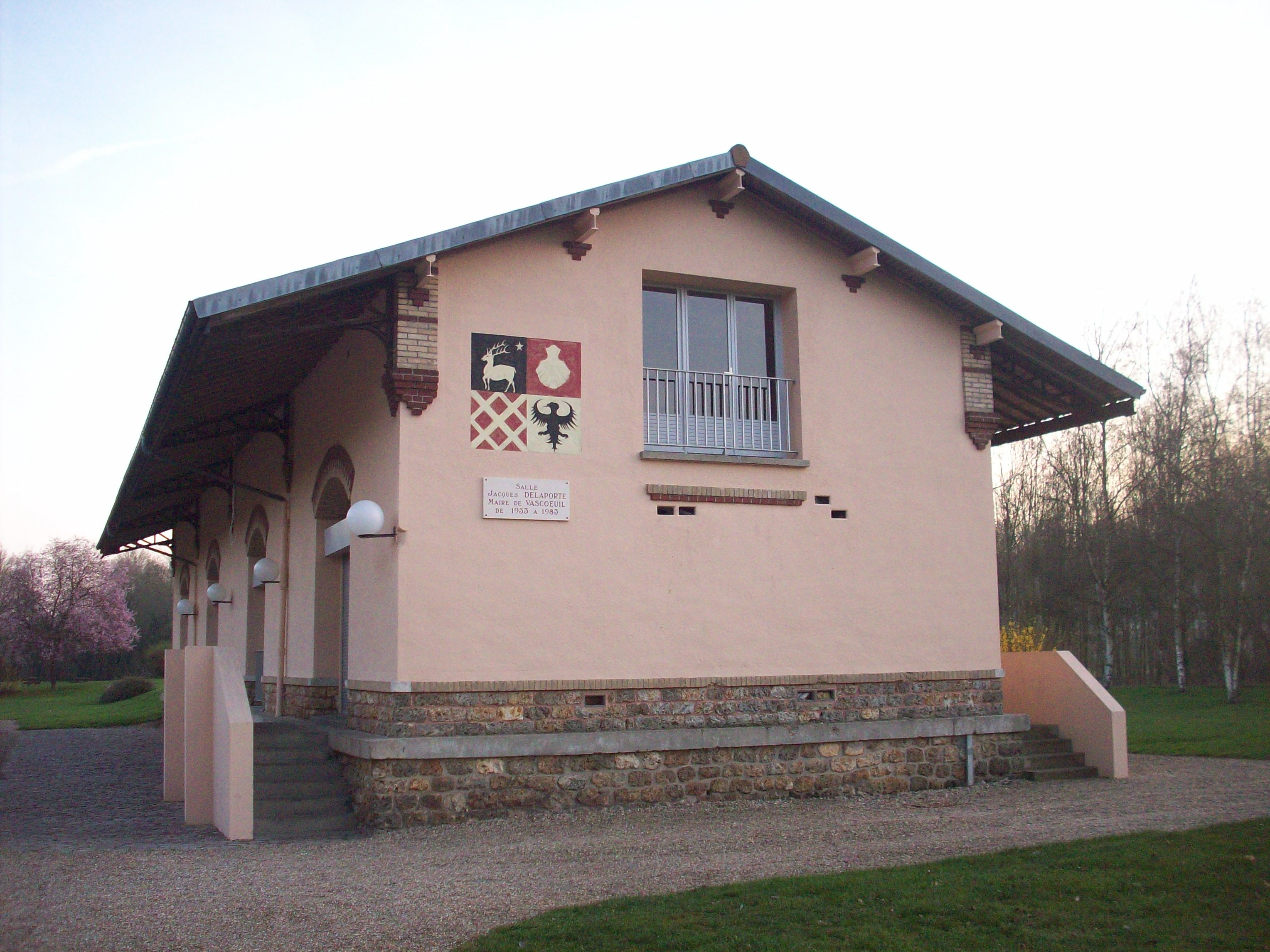
...et sa halle à marchandises.
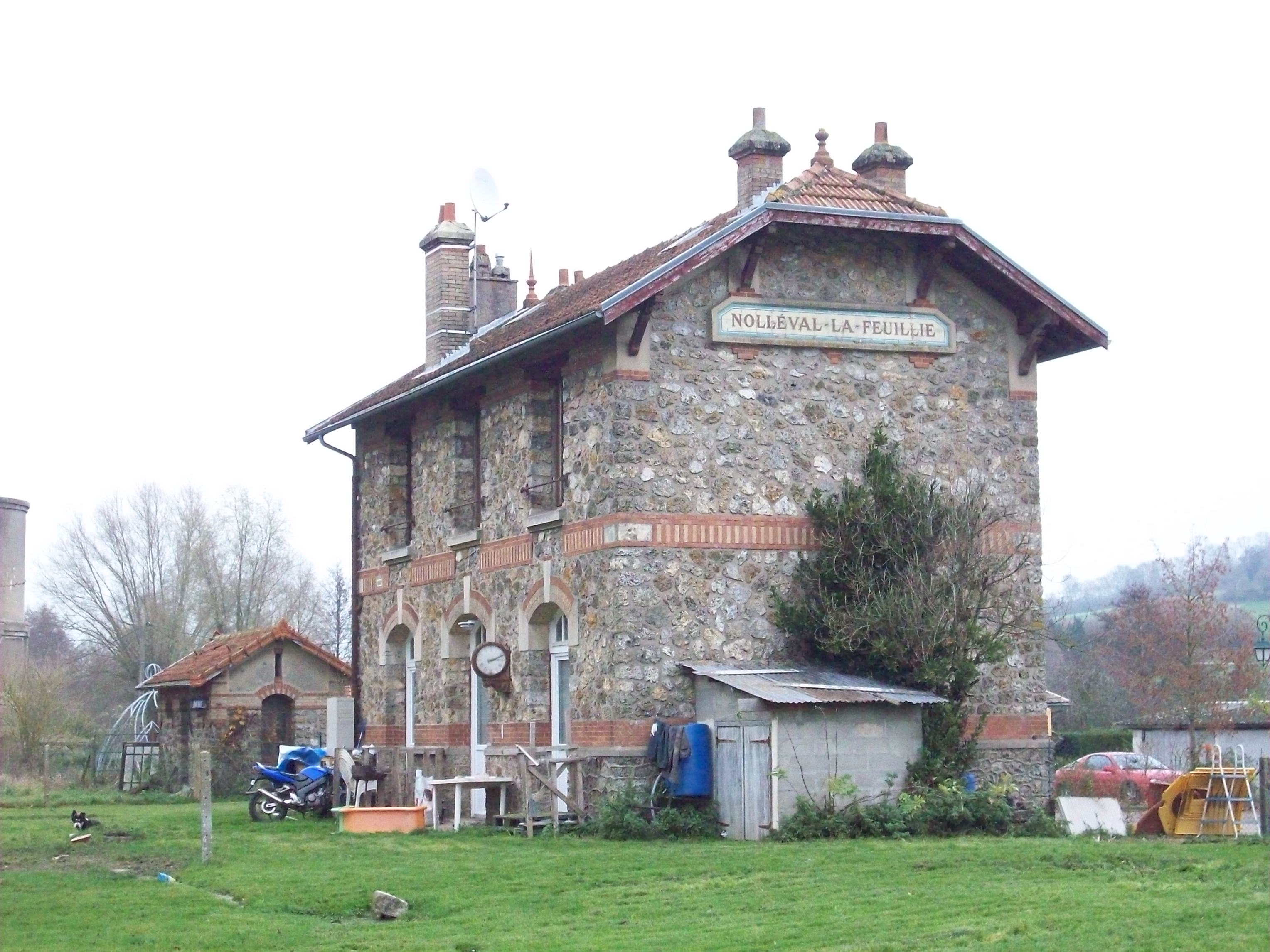
Il ne fallait se tromper de gare dont les bâtiments-voyageurs étaient identiques à Nolléval-la-Feuillie...
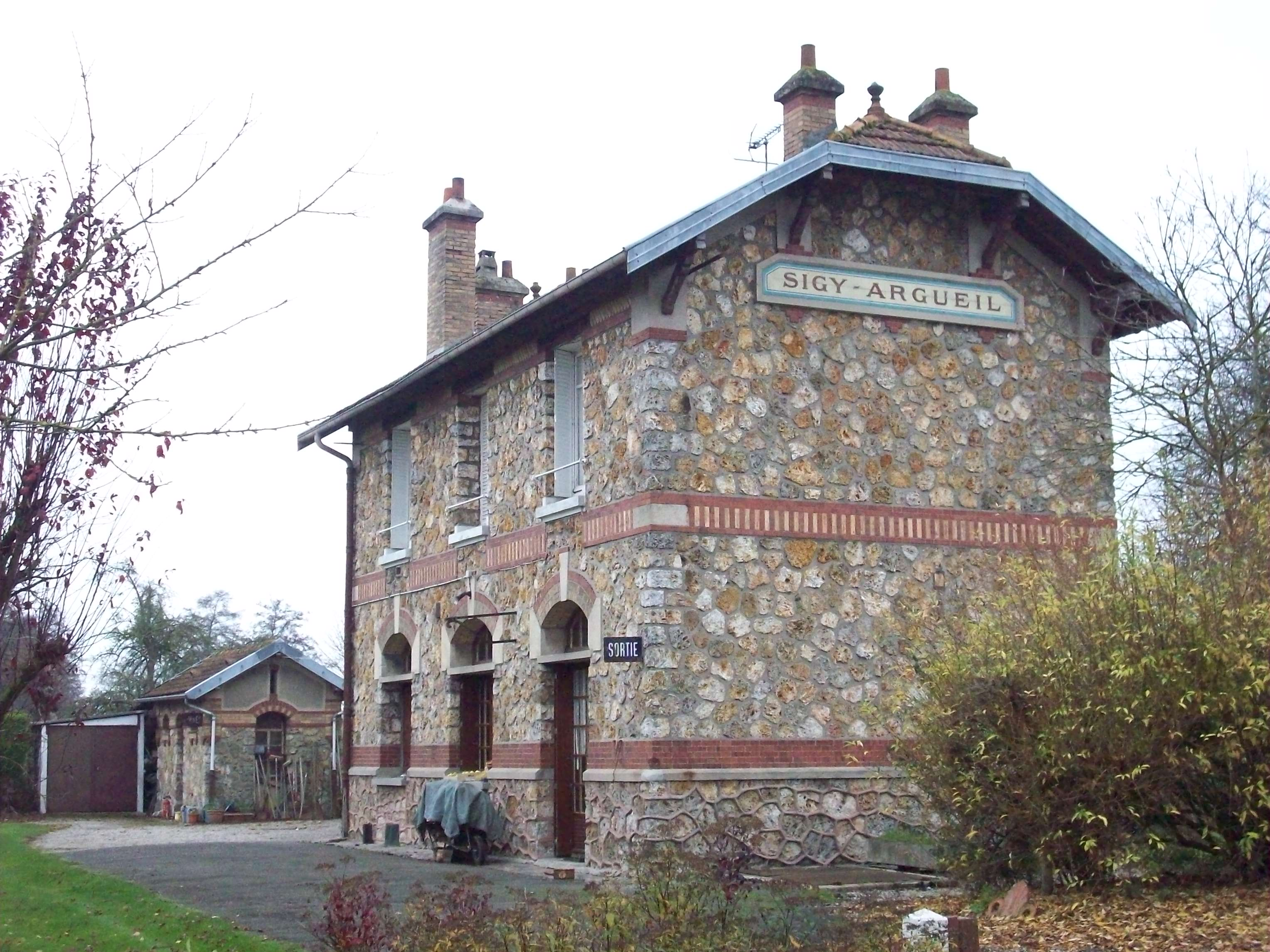
...et à Sigy-Argueil.
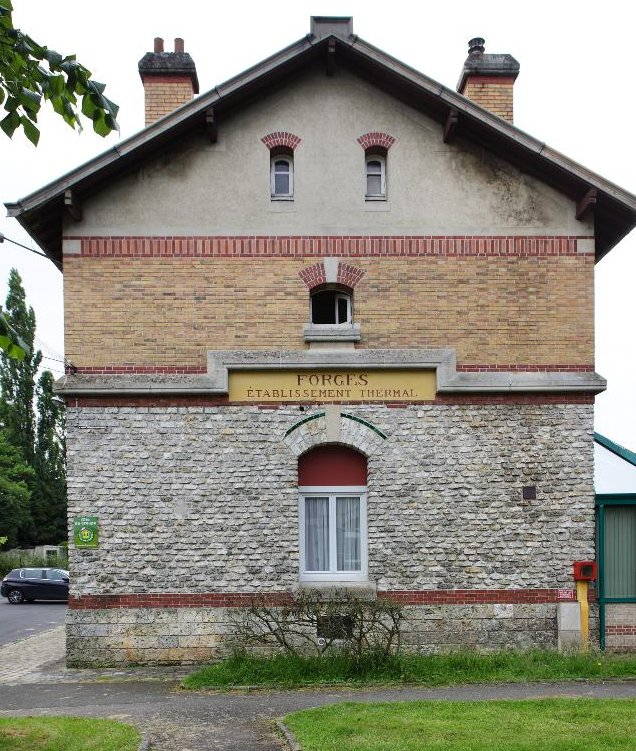
On passait par la gare thermale de Forges-les-Eaux,..
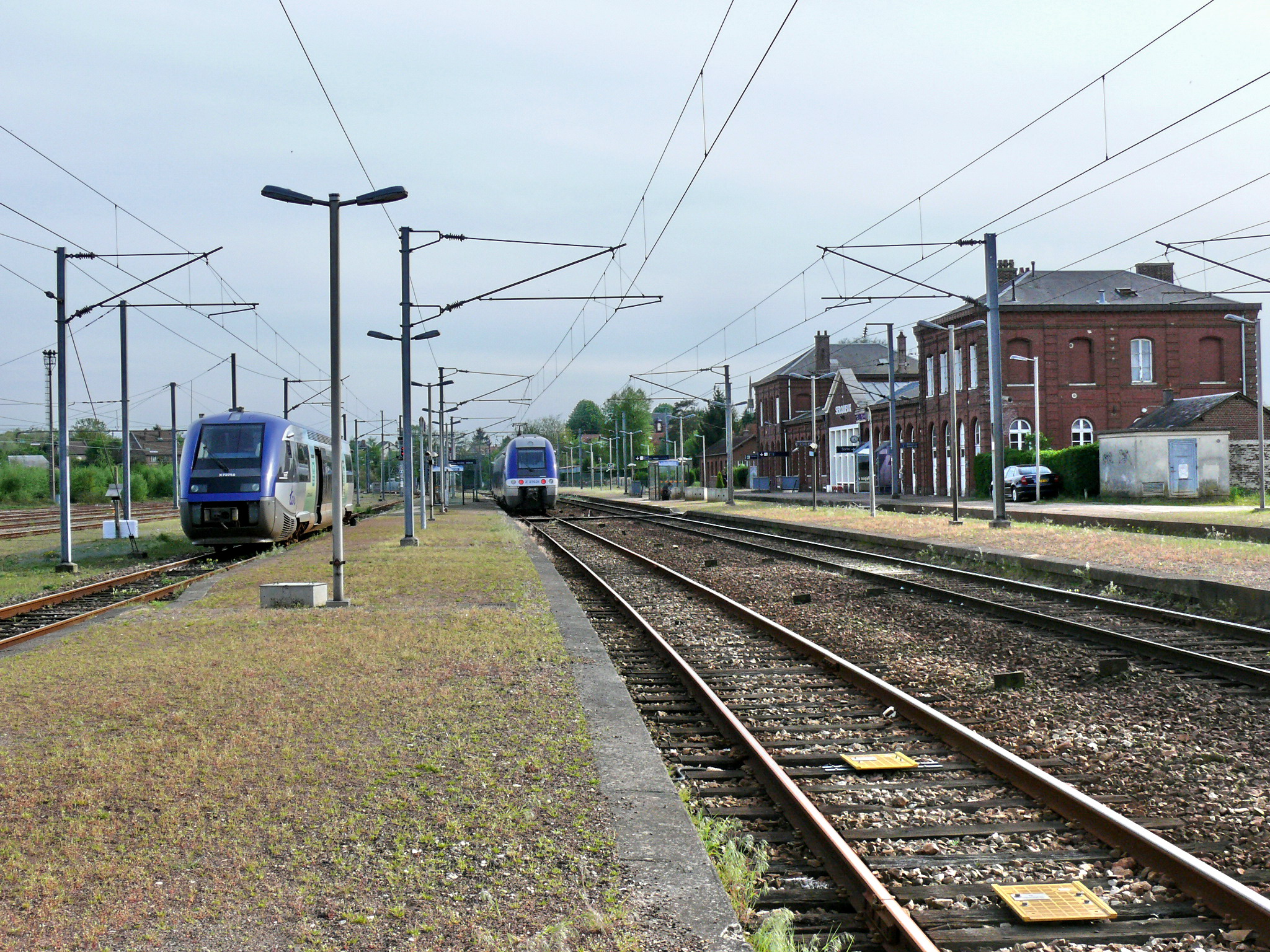
...avant d'atteindre la gare de Serqueux, terminus de la ligne, mais qui offrait des correspondances vers Rouen, Amiens, Dieppe ou Paris...
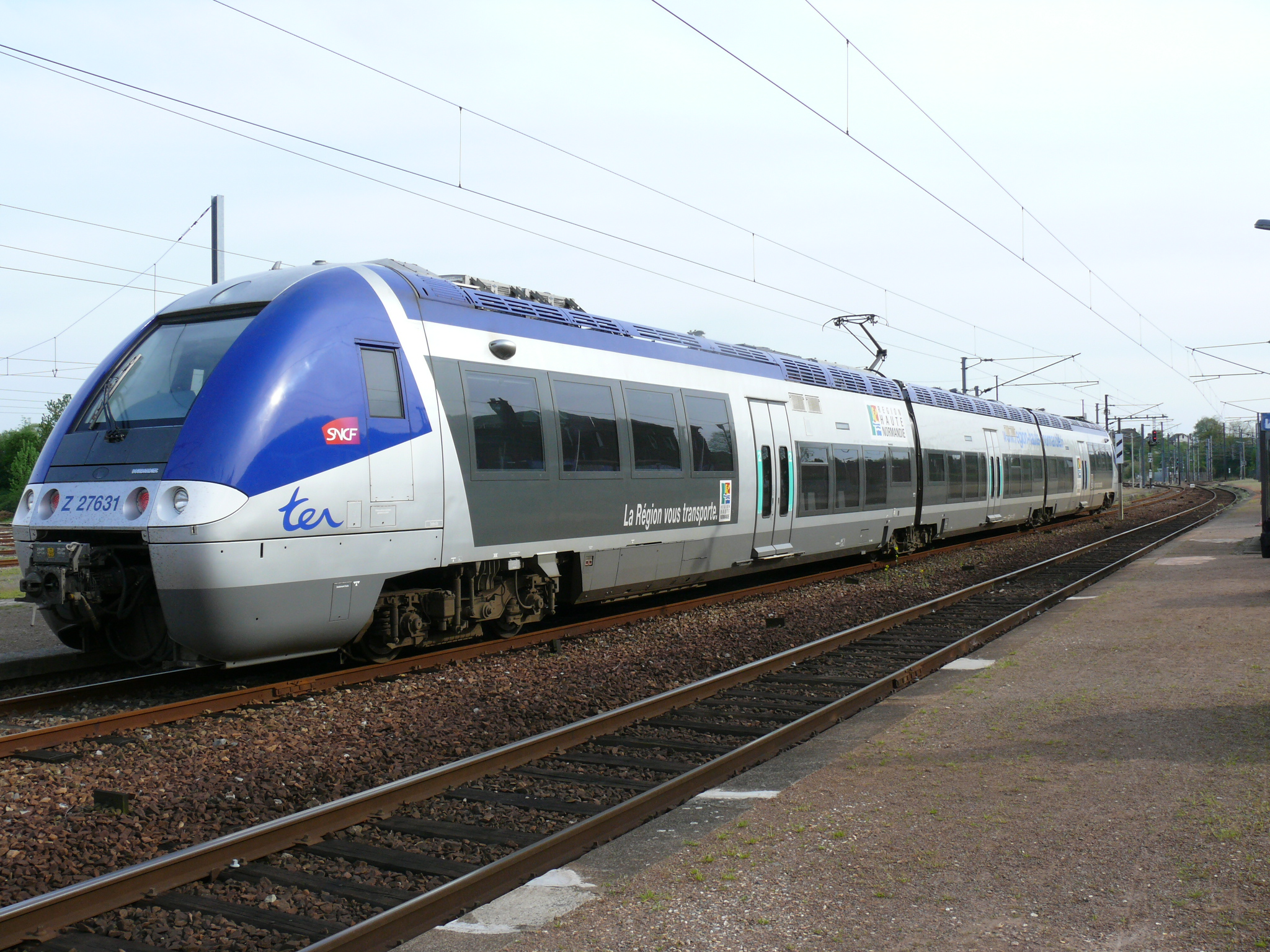
...aujourd'hui assurées par des automotrices modernes (vers Rouen ou Amiens).